# Ilema viridis
Ilema viridis är en fjärilsart som beskrevs av Druce 1899. Ilema viridis ingår i släktet Ilema och familjen tofsspinnare. Inga underarter finns listade i Catalogue of Life.